# Casa Pau Capella
La casa Pau Capella és un edifici situat a la Rambla (Pla de la Boqueria) i el carrer de l'Hospital del Raval de Barcelona, catalogat com a bé amb elements d'interès (categoria C).

## Història
A finals del segle xviii i principis del xix, hi havia (una al costat de l'altra) les cases dels xocolaters Jacint Cucurella i Francesc Capella, negoci que segons fonts familiars es remuntava al 1700.
Casat amb Antònia Cucurella, Francesc fou succeït pel seu fill Pau Capella i Cucurella, que el 1838 va demanar permís per a enderrocar els vells edificis i construir-hi un de nou amb les noves alineacions de la Rambla, segons el projecte de l'arquitecte Ramon Molet. La seva vídua Jacinta Sabadell i Permanyer va continuar amb la xocolateria, que cap a finals de segle va ser rellançada pel seu fill Francesc de Paula Capella i Sabadell: «Fábrica de chocolate de D. Francisco de Paula Capella. Llano de la Boquería, 2 y Hospital, 1. Barcelona.»
Pau Capella també tenia una fàbrica de sabó en una finca propera (Hospital, 9 bis), heretada de Jacint Cucurella, i que el 1861 va ser feta reconstruir per la seva vídua i fill segons el projecte de l'arquitecte Miquel Garriga i Roca.

## Descripció
Edifici en cantonada de planta baixa i quatre pisos. La façana té una composició simple, amb balconades al primer pis i balcons de volada decreixent a la resta. Les llosanes, sostingudes per permòdols, són de pedra de Montjuïc, i les baranes, de ferro forjat. El parament és llis, amb impostes a nivell dels forjats i un especejament horitzontal als baixos.